# Prašnik
Prašnik gradi prašnična nit, na kateri je prašnica (tudi antera), ki jo sestavljata dve polprašnici. V prašnicah se razvijejo pelodna zrna (tudi pelod), v katerih so spermalne celice. Prašnik je moški razmnoževalni del rastline, v katerem nastajajo pelodna zrna oziroma cvetni prah z moškimi spolnimi celicami. Skupek prašnikov ene rastline se imenuje andrecej. Običajno je prašnikov v posameznem cvetu več, njihovo število je vrstno specifično, najpogosteje pa se nahajajo okoli pestiča, ki predstavlja ženski razmnoževalni del rastline.